# Västerljung
Västerljung is een plaats in de gemeente Trosa in het landschap Södermanland en de provincie Södermanlands län in Zweden. De plaats heeft 372 inwoners (2005) en een oppervlakte van 34 hectare.

## Verkeer en vervoer
Bij de plaats lopen de E4 en Länsväg 219.
De plaats heeft een station aan de spoorlijnen Katrineholm - Malmö en Järna - Åby.